# Discography: The Complete Singles Collection
Discography: The Complete Singles Collection is het eerste compilatiealbum van de Pet Shop Boys. Het bevat, in chronologische volgorde, alle singles van de eerste vier studioalbums, aangevuld met twee nieuwe nummers. Van alle nummers is de 7"-versie opgenomen. Sommige van deze versies verschenen met dit album voor het eerst op cd. Het album werd in 1991 uitgebracht op het Parlophone-label van EMI.

## Tracks
1. West End Girls (3:59)
2. Love Comes Quickly (4:17)
3. Opportunities (Let's Make Lots of Money) (3:36)
4. Suburbia (4:03)
5. It's a Sin (4:59)
6. What Have I Done to Deserve This? (met Dusty Springfield) (4:19)
7. Rent (3:32)
8. Always on My Mind (3:53)
9. Heart (4:16)
10. Domino Dancing (4:17)
11. Left to My Own Devices (4:46)
12. It's Alright (4:19)
13. So Hard (3:58)
14. Being Boring (4:50)
15. Where the Streets Have No Name (I Can't Take My Eyes Off You) (4:30)
16. Jealousy (4:15)
17. DJ Culture (4:13)
18. Was It Worth It? (4:22)

## Singles
Van het album werden de volgende singles uitgebracht:
- DJ Culture (14 oktober 1991)
- Was It Worth It? (9 december 1991)

## Trivia
- De single Was It Worth It? was de eerste single sinds West End Girls die in Groot-Brittannië niet de Top 20 haalde.
- Naast het album werd ook een clipcompilatie uitgebracht getiteld Videography: The Complete Video Collection.
- Het nummer How Can You Expect to Be Taken Seriously?, dat in Europa als een dubbele A-kant bij Where the Streets Have No Name (I Can't Take My Eyes Off You) werd uitgebracht, en in de Verenigde Staten zelfs als een aparte uitgave, ontbreekt op alle audioversies van het album. Op Videography is wel de clip van dit nummer te vinden.
- Discography is een van de twee Pet Shop Boys-albums die eind jaren 90 op minidisc verschenen. Het andere was Nightlife.